# رشید عیوضی
رشید جداری عیوضی (۲۱ بهمن ۱۳۰۷–۷ آذر ۱۳۹۳) نویسنده و ادیب ایرانی بود.

## افتخارات
او برای تصحیح دیوان حافظ، در سال ۱۳۷۷ جایزه کتاب سال جمهوری اسلامی ایران را گرفت و در سال ۱۳۸۵ برای تألیف کتاب حافظ برتر کدام است؟ جایزهٔ قلم زرین را گرفت.

## آثار
- تصحیح دیوان همام تبریزی ۱۳۵۱
- تصحیح دیوان حافظ با همکاری اکبر بهروز ۱۳۵۶
- تصحیح دیوان حافظ بر اساس هشت نسخه کهن ۱۳۷۶
- تصحیح دیوان حافظ با تجدید نظر کلی ۱۳۷۹
- حافظ برتر کدام است ۱۳۸۴
- تصحیح دیوان حافظ بر اساس نه نسخه کهن ۱۳۸۵
- تصحیح دیوان حافظ بر اساس نسخه‌های کامل کهن ۱۳۸۶